# Acacia filifolia
Acacia filifolia är en ärtväxtart som beskrevs av George Bentham. Acacia filifolia ingår i släktet akacior, och familjen ärtväxter. Inga underarter finns listade i Catalogue of Life.